# 保母道

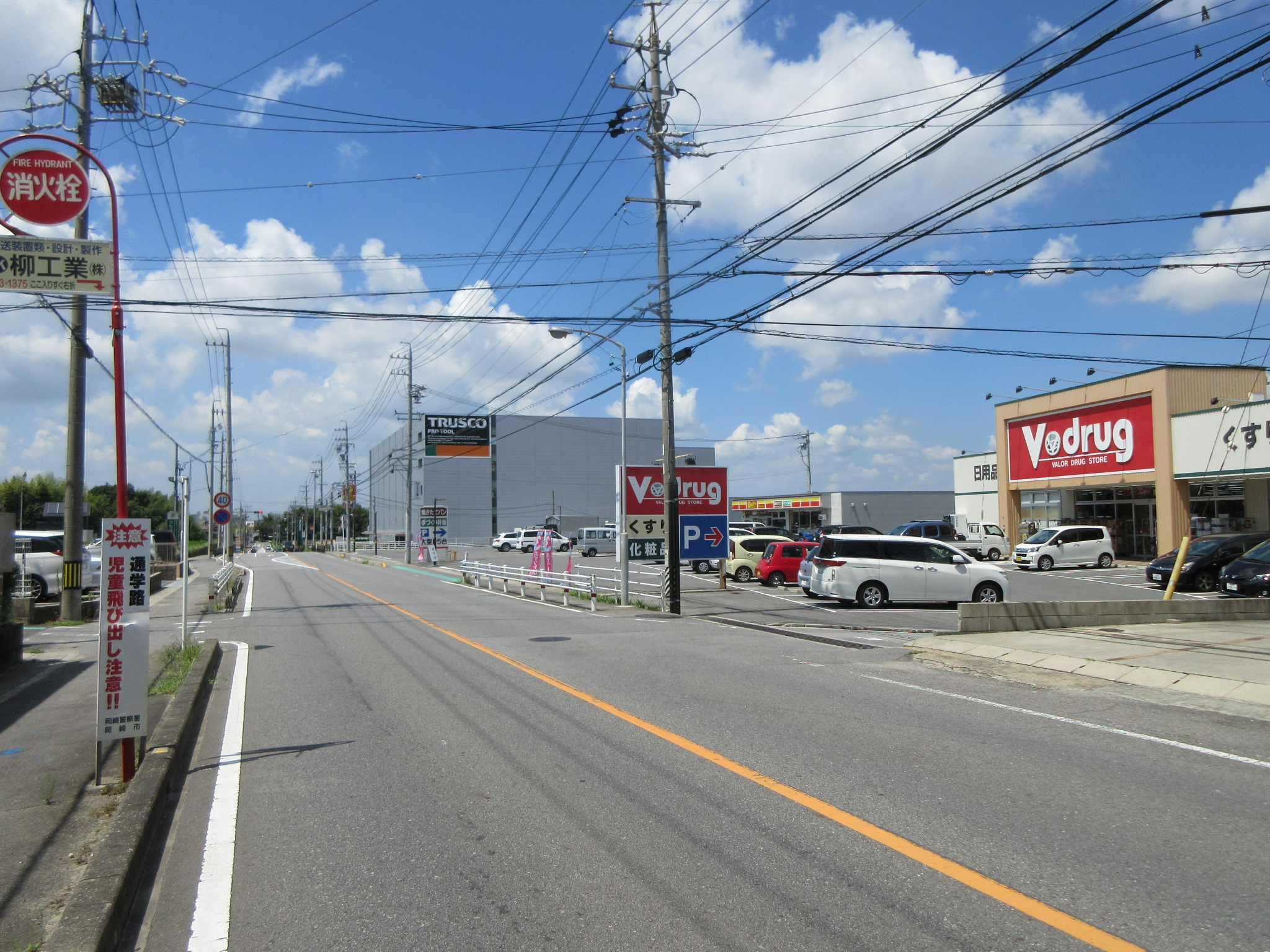
保母道（丸岡新橋南交差点付近）

保母道（ほぼみち）とは、愛知県岡崎市岡町から同市保母町方面に至る道路の通称名である。

## 概要
近世に東海道の岡で大平橋の南岸より分岐し保母へ通じた道で、現在でも自動車が通行できる程度の道が残されている。
起点直後に現代の国道1号により道筋が分断されているが、大平橋の下を潜ってこれを通り抜けることができ、岡町西側交差点まで進む。同交差点で道路の通称名「保母道」の標識がある市道を進む。男川三尺坊大権現を横目に東へ道なりに進み保母に入る。保母に入ると常夜灯があり、この付近の交差点で大通り（岡崎市道美合小美線）に合流し、御蔵橋を渡って鉢地川沿い（岡崎市道保母池金線）を行く。
保母道は保母からさらに池金に延び、愛知県道324号生平幸田線に合流して南東方向へ進み、途中旧道を通りながらも名鉄名古屋本線名電山中駅方面へ行くと、再び舞木で東海道と合流する。

### 桜井寺道
保母道は単に東海道から保母の集落へ行く道であっただけではなく、池金で北へ分岐して桜井寺へ辿る信仰の道でもあった。この場合の道筋を「桜井寺道」（さくらいじみち）と呼んでいる。
東海道との分岐点である岡の大平橋付近の道端に「桜井寺」の文字が刻まれた道標を兼ねた地蔵菩薩がある。保母から生平（おいだいら）へ抜けるまでの道は平坦ではなく樹木に囲まれた狭い山道を通る。男川沿いを東へ進むと蓬生（よもぎゅう）の手前で桜井寺の方向を示す石碑がある。道なりに進むと桜井寺への入口があり、ここから坂を登って桜井寺に至る。

## 接続する路線
- 保母道・桜井寺道とも
  - 東海道
  - 国道1号
- 桜井寺道のみ
  - 男川せせらぎ道（愛知県道37号岡崎作手清岳線）

## 沿線・周辺
- 大平橋
- 法泉寺
- 宝性院
- 総寺禅院･男川三尺坊
- おかざき世界子ども美術博物館
- 御蔵橋
- 胎蔵寺
- 円跡寺
- 白山神社
- 桜井寺